# Die Jovialen
Die Jovialen, op. 34, är en vals av Johann Strauss den yngre.

## Historia
Under 1846 hade Johann Strauss den yngre ett flertal engagemang i Sträussel-Säle (till vardags känd som 'Sträussl'). Detta populära dansställe hade öppnats 1834 på en bit land nära Josefstädter Theater i Wienerförorten Josefstadt. Strauss befann sig fortfarande i skuggan av sin framgångsrike fader att Sträussl var ett av endast två respektabla danslokaler som var villiga att erbjuda arbete till den unge kapellmästaren och hans orkester. 
Det var sålunda på Sträussl som valsen Die Jovialen spelades första gången den 25 november 1846 i samband med en bal för att fira helgonet Sankta Katharina. 

## Om valsen
"Jovial" betyder munter eller levnadsglad, och begreppet passar även in på musikstyckets karaktär. Trots att valsen sällan spelas numera återanvände Strauss ett av valstemana (tillsammans med några andra tidigare skrivna valser) i sin Jubilee-Waltz (1872)
Speltiden är ca 10 minuter och 14 sekunder plus minus några sekunder beroende på dirigentens musikaliska tolkning.